# Vítor (ur. 1959)
Vítor Luís Pereira da Silva (ur. 4 listopada 1959 w Governador Portela) – piłkarz brazylijski występujący podczas kariery na pozycji pomocnika.

## Kariera klubowa
Karierę piłkarską Vitor zaczął w klubie Operário Várzea Grande w drugiej połowie lat 70. Najlepszym okresem w karierze Vítora jest gra we CR Flamengo w latach 1978–1984. W lidze brazylijskiej zadebiutował 23 lipca 1978 w przegranym 0-1 meczu z Noroeste Bauru. Z Flamengo Vítor trzykrotnie zdobył mistrzostwo Brazylii w 1980, 1982 i 1983, czterokrotnie mistrzostwo stanu Rio de Janeiro – Campeonato Carioca w 1978, 1979 (dwukrotnie) i 1981, Copa Libertadores 1981 oraz Puchar Interkontynentalny w 1981. W barwach rubro-negro rozegrał 136 spotkań, w których strzelił 5 bramek.
W latach 1984–1985 był zawodnikiem Clube Atlético Mineiro. Z Atlético Mineiro zdobył mistrzostwo stanu Minas Gerais – Campeonato Mineiro w 1985. W latach 1985–1987 był zawodnikiem CR Vasco da Gama. Z Vasco zdobył mistrzostwo stanu w 1987. W latach 1987–1989 występował Botafogo FR. Z Botafogo zdobył mistrzostwo stanu w 1989. W latach 1989–1990 był zawodnikiem Fluminense FC, dzięki czemu jest jednym z niewielu zawodników, który występowali we wszystkich czterech wielkich klubach z Rio. W barwach Fluminense Vitor 9 grudnia 1989 w przegranym 0-1 meczu z Internacionalem Limeira wystąpił po raz ostatni w lidze. Ogółem w latach 1978–1989 w lidze brazylijskiej Vitor rozegrał 122 spotkania, w których zdobył 5 bramek. W latach 1992–1993 był zawodnikiem SC Internacional. Z Internacionalem zdobył mistrzostwo stanu Rio Grande do Sul – Campeonato Gaúcho w 1992. Karierę zakończył w Campo Grande Rio de Janeiro w 1998.

## Kariera reprezentacyjna
W reprezentacji Brazylii Vítor zadebiutował 15 maja 1981 w wygranym 3-0 towarzyskim meczu z reprezentacją Francji. Ostatni raz w reprezentacji wystąpił 21 marca 1982 w wygranym 1-0 towarzyskim meczu z reprezentacją RFN.
| Mecze i gole w reprezentacji | Mecze i gole w reprezentacji | Mecze i gole w reprezentacji | Mecze i gole w reprezentacji | Mecze i gole w reprezentacji | Mecze i gole w reprezentacji | Mecze i gole w reprezentacji |
| #                            | Data                         | Miasto                       | Przeciwnik                   | Gol                          | Wynik                        | Rozgrywki                    |
| ---------------------------- | ---------------------------- | ---------------------------- | ---------------------------- | ---------------------------- | ---------------------------- | ---------------------------- |
| 1.                           | 15.05.1981                   | Paryż                        | Francja                      |                              | 3:0                          | towarzyski                   |
| 2.                           | 19.05.1981                   | Stuttgart                    | RFN                          |                              | 1:0                          | towarzyski                   |
| 3.                           | 21.03.1982                   | Rio de Janeiro               | RFN                          |                              | 1:0                          | towarzyski                   |

Vítor występował w olimpijskiej reprezentacji Brazylii. W 1979 uczestniczył w Igrzyskach Panamerykańskich, na których Brazylia zdobyła złoty medal. Na turnieju w San Juan wystąpił we wszystkich pięciu meczach Kubą, Kostaryką, Portoryko i ponownie z Kubą.